# Frederick Huth

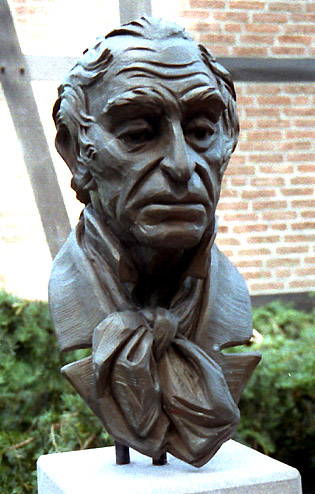
Friedrich Huth, Büste geschaffen von Carsten Eggers

Johann Friedrich Andreas Huth, anglisiert John Frederick Andrew Huth, (* 20. Oktober 1777 in Stade, Kurfürstentum Hannover; † 14. Januar 1864 in London, Vereinigtes Königreich) war ein bedeutender und einflussreicher britischer Kaufmann, Bankier und Kulturförderer deutscher Abstammung zur Zeit der Industrialisierung. Er gründete 1809 die Bank Frederick Huth & Co. in London, eine zu seiner Zeit führende Bank in London. 1936 wurde diese Teil der British Overseas Bank, die wiederum 1962 Teil der Royal Bank of Scotland wurde.

## Leben

### Kindheit und Elternhaus
Johann Friedrich Andreas Huth wurde 1777 als Sohn von Marie Amalie, geborene Thee (1749–1812), und Johann Friedrich Gabriel Huth (1751–1800) in Stade geboren, wuchs aber in Harsefeld auf. Sein Vater war Musketier beim 12. Infanterieregiment des Kurfürstentums Braunschweig-Lüneburg gewesen und arbeitete später als Flickschneider in Harsefeld. Huths Großvater war Gardegrenadier in Mecklenburg-Strelitz.

### Werdegang
Ab 1791 war Huth Lehrling beim spanischen Kaufmann Brentano Urbieta & Co. in Hamburg. Auch die Handelsakademie Hamburg besuchte er. 1797 zog Huth nach Spanien und arbeitete beim Stammhaus von Brentano Urbierta & Co. in La Coruna, machte sich 1805 als In- und Export-Kaufmann selbstständig, lebte einige Zeit in Südamerika und ließ sich zuletzt 1809 in London wieder. Dort gründete er sein Unternehmen Frederick Huth & Co., das zunächst im Ex- und Import tätig war, sich aber bald zu einer der führenden Handelsbanken Londons entwickelte. Seine Bank hatte zahlreiche Agenturen an den wichtigsten Handelsplätzen der Welt. Huth genoss als erfolgreicher Kaufmann großes Ansehen in London und hatte zahlreiche Kontakte zu Hofkreisen und Diplomaten sowie einen großen Einfluss auf die Wirtschaft zur Zeit der Industrialisierung. Allgemein war er bekannt als „Napoleon der City“.
Im Juni 1819 wurde Huth britischer Staatsbürger und anglisierte seinen Namen.
1829 wurde Huth zum finanziellen Berater von London, zum Bankier der spanischen Königin und zum finanziellen Agenten der spanischen Regierung ernannt. 1850 ging er in den Ruhestand.

### Tod und Begräbnis
Huth starb 1864 in London und wurde auf dem Friedhof Kensal Green beigesetzt.

## Privatleben
Huth war lutherisch (trat aber später der Church of England bei) und heiratete 1806 in La Coruna die Spanierin Manuela Felipa Lorenza Mayfren. Aus der Ehe gingen elf Kinder hervor. Seine Söhne Charles Frederick Huth (1806–1895), Henry Huth (1815–1878) Louis Huth (1821–1895) wurden ebenfalls Bankiers.

## Kulturförderung

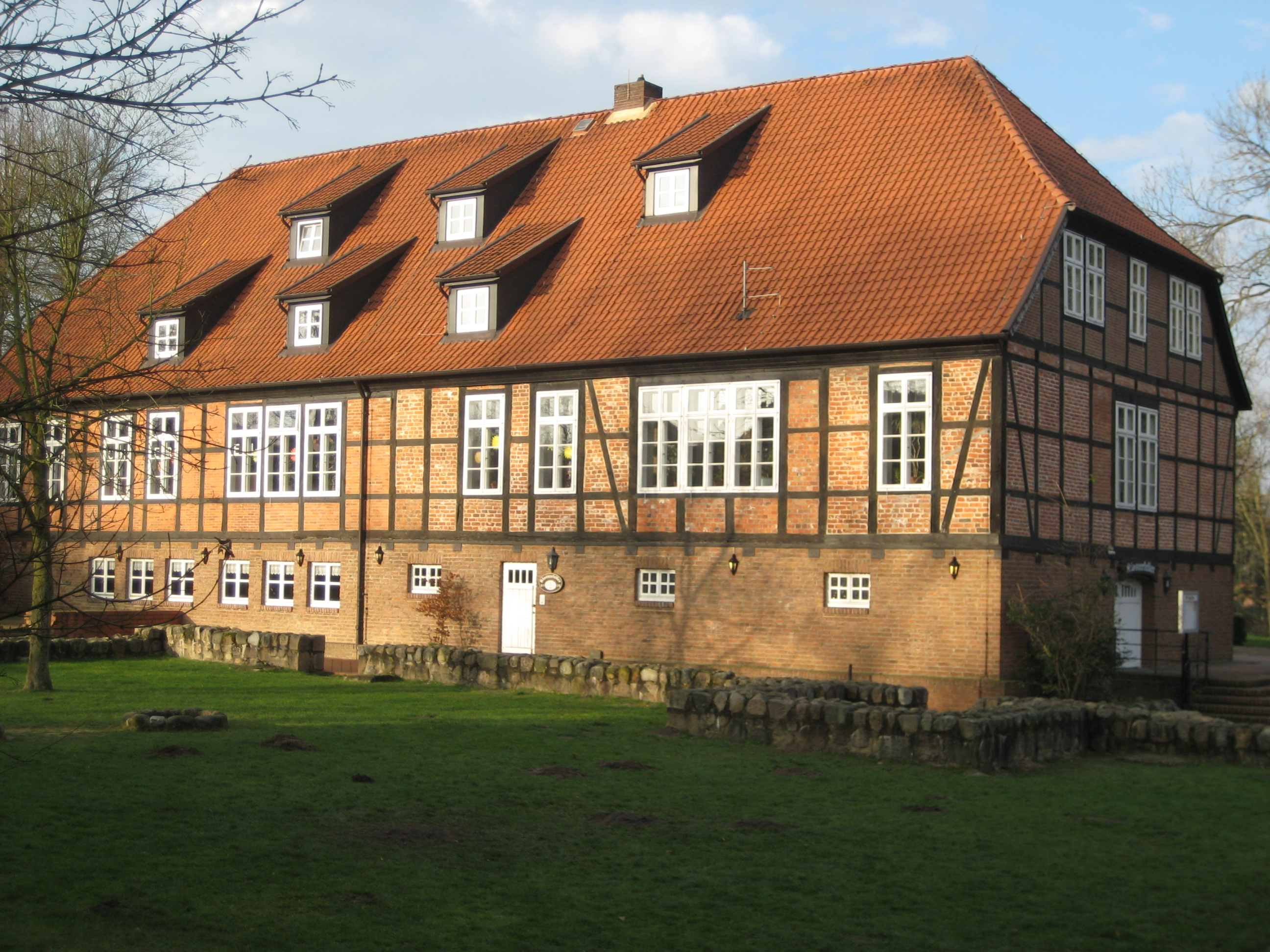
Amtshof Harsefeld: Heutiger Standort der Friedrich-Huth-Bücherei

1845 nahm Huth erstmals Kontakt zu Harsefeld auf. Er spendete 1750 Goldtaler für eine Volksbibliothek sowie Kapital für eine Fortbildungsschule und zur Unterstützung der Armen sowie zur Entwicklung der Sparkasse. Auch den neuen Kirchturm in Harsefeld sowie 300 Taler für den Bau der neuen Kirche Ahlerstedt spendete er.
Die Bibliothek in Harsefeld wurde 1845 eröffnet und gehört heute zu den bestausgestattesten im Landkreis Stade. Kurz vor seinem Tod besuchte Huth noch zweimal seinen Heimatort. Heute trägt die Bücherei ihm zu Ehren den Namen Friedrich-Huth-Bücherei.

## Ehrungen
Benannt nach Frederick Huth sind:
- Die Friedrich-Huth-Straße in Harsefeld
- Die Friedrich-Huth-Bücherei Harsefeld
- Das Friedrich-Huth-Zimmer im Museum Harsefeld

Vor der Bücherei steht seit 1998 eine von Carsten Eggers geschaffene überlebensgroße Bronzeplastik von Huth.